# Romário Pereira Sipião
Romário Pereira Sipião (10 augustus 1985) is een voormalig Braziliaans voetballer, die het grootste deel van zijn carrière uitkwam voor Kalmar FF.

## Carrière

### In clubverband
Romário Pereira Sipião maakte in de zomer van 2009 de overstap van het Braziliaanse JV Lideral naar het Zweedse GAIS. Bij de club uit Göteborg tekende de Braziliaan een contract voor 4,5 jaar.
Na de degradatie van GAIS naar de Superettan in 2012, besloot Pereira Sipião de overstap te maken naar Kalmar FF. Hij tekende in eerste instantie voor vier jaar bij de club uit Småland, maar de verbintenis werd meerdere keren verlengd.
Mede daardoor groeide de Braziliaan uit tot de speler met de meeste Allsvenskan-optredens ooit voor Kalmar FF. Door op 14 juli 2024 zijn 315de duel op het hoogste niveau te spelen voor de roodwitten, passeerde hij clublegende Henrik Rydström. Na afloop van het seizoen 2025 zette Romário een punt achter zijn carrière.